# إيزابيلا ستيوارت غاردنر
إيزابيلا ستيوارت غاردنر (بالإنجليزية: Isabella Stewart Gardner)‏ هي فاعلة خير أمريكية، ولدت في 14 أبريل 1840 في نيويورك في الولايات المتحدة، وتوفيت في 17 يوليو 1924 في بوسطن في الولايات المتحدة.

## وصلات خارجية
- إيزابيلا ستيوارت غاردنر على موقع الموسوعة البريطانية (الإنجليزية)
- إيزابيلا ستيوارت غاردنر على موقع ميوزك برينز (الإنجليزية)
- إيزابيلا ستيوارت غاردنر على موقع إن إن دي بي (الإنجليزية)